# Näläntöjärvi (sjö i Norra Savolax)
Näläntöjärvi är en sjö i Finland. Den ligger i kommunen Kiuruvesi i landskapet Norra Savolax, i den centrala delen av landet, 400 km norr om huvudstaden Helsingfors. Näläntöjärvi ligger 124,1 meter över havet. Den är 1,6 meter djup. Arean är 12,93 kvadratkilometer och strandlinjen är 32,97 kilometer lång. Sjön  ingår i Vuoksens huvudavrinningsområde.   I omgivningarna runt Näläntöjärvi växer i huvudsak blandskog. Den sträcker sig 6,1 kilometer i nord-sydlig riktning, och 7,1 kilometer i öst-västlig riktning.
I övrigt finns följande i Näläntöjärvi:
- Selkäsaari (en ö)
- Kytölänsaari (en ö)
- Pässisaari (en ö)
- Kotiluoto (en ö)
- Keikkuvansaaret (en ö)
- Putrakko (en ö)
- Vanhasaari (en ö)
- Kihloluoto (en ö)
- Lammassaari (en ö)
- Nyyperinluoto (en ö)

I övrigt finns följande vid Näläntöjärvi:
- Rikkajoki (ett vattendrag)